# Campeonato Catarinense de Futsal de 2021
O Campeonato Catarinense de Futsal de 2021 foi a 62ª edição da principal competição da modalidade no estado, sua organização é de competência da Federação Catarinense de Futebol de Salão.

## Regulamento
Os 8 clubes jogarão entre si em turno único, classificando todas as equipes para a segunda fase. Nessa fase as equipes serão divididas em dois grupos onde os dois primeiros colocados de cada grupo se classificam para a semifinal, e os vencedores dos jogos semifinais para a grande final da competição.
Critérios de Desempate
1. confronto direto;
2. maior número de vitórias;
3. menor número de gols sofridos;
4. maior saldo de gols;
5. maior “gol average” (divisão dos gols marcados pelos gols sofridos);
6. menor número de cartões amarelos;
7. menor número de cartões vermelhos;
8. sorteio.

## Fase final
|  | Semifinal | Semifinal | Semifinal | Semifinal |    |           | Final | Final | Final | Final |
|  |           |           |           |           |    |           |       |       |       |       |
|  | Joinville | 3         | 1         | 4         |    |           |       |       |       |       |
|  | Blumenau  | 0         | 0         | 0         |    |           |       |       |       |       |
|  | Blumenau  | 0         | 0         | 0         |    | Joinville | 0     | 4     | 4     |       |
|  |           |           |           |           |    | Joinville | 0     | 4     | 4     |       |
|  |           | Jaraguá   | 4         | 8         | 12 |           |       |       |       |       |
|  | Jaraguá   | Jaraguá   | 4         | 8         | 12 | 1         | 3     | 4     |       |       |
|  | Jaraguá   |           |           |           |    | 1         | 3     | 4     |       |       |
|  | Joaçaba   | 1         | 2         | 3         |    |           |       |       |       |       |

## Premiação
| Campeonato Catarinense de Futsal de 2021 |
| ---------------------------------------- |
|                                          |
| Jaraguá Campeão (10º título)             |